# Sarah Kirschová

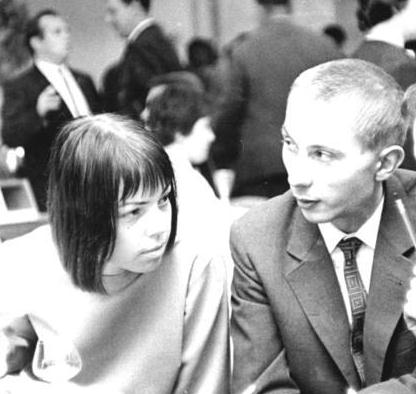
Zleva: Sarah Kirschová a její manžel Rainer Kirsch

Sarah Kirschová (rodným jménem Ingrid Hella Irmelinde Bernsteinová; 16. dubna 1935 Limlingerode, Durynsko – 5. května 2013 Heide, Šlesvicko-Holštýnsko) byla významná německá básnířka. V roce 1996 se stala laureátkou ceny Georga Büchnera.

## Život
Narodila se původně jako Ingrid Bernsteinová. Roku 1958 ukončila magisterské studium biologie v Halle a o dva roky později si z protestu vůči antisemitským postojům svého otce změnila jméno na Sarah Kirsch. V letech 1963–1965 studovala na Lipském literárním institutu Johannese R. Bechera. Poté, co se postavila za východoněmeckého písničkáře Wolfa Biermanna, byla vyloučena jak ze Sjednocené socialistické strany Německa (SED), tak i ze Spolku východoněmeckých spisovatelů. V roce 1977 se přestěhovala z NDR do BRD.
V letech 1960–1968 byla vdaná za básníka Rainera Kirsche, s nímž se po deseti letech (pozn. známost je datována od roku 1958) vztahu rozešla.
V roce 1969 se jí narodil také syn, Moritz Kirsch, otcem byl německý spisovatel Karl Mickel, jehož vychovávala sama, neboť krátce poté, co odešla do západního Německa, obdržela stipendium ve Ville Massimo v Itálii. Moritz Kirsch se poprvé setkal se svým otcem v roce 1987, to mu bylo již 18 let.
Zemřela ve věku 78 let po krátké těžké nemoci v Heide.

## Publikační činnost (výběr)
V rozhovoru s německou básnířkou Marion Poschmannovou roku 2005 uvedla, že nepíše žádnou přírodní lyriku (tzv. 'Naturlyrik") a že u ní hrají v lyrické tvorbě důležitou roli optické vjemy.

### Poesie
- Sarah Kirsch: Sämtliche Gedichte. München: Deutsche Verlags-Anstalt (DVA), 2005. 560 S. (soubor jejího dílo)

### Próza
- Ænglisch: Prosa. München: Deutsche Verlags-Anstalt (DVA), 2015. 96 S.
- Regenkatze. München: Deutsche Verlags-Anstalt, 2007. 144 S. (Pozn.: Jedná se o krátké prozaické útvary z let 2003–2004.)[14]

## Ocenění (výběr)
- 2007 – Cena Samuela Bogumila Lindeho
- 1996 – Cena Georga Büchnera
- 1980 – Rakouská státní cena za evropskou literaturu